# راينر غولدبرغ
راينر غولدبرغ (بالألمانية: Reiner Goldberg) (و. 1939  م) هو مغني أوبرا، ومغني من ألمانيا.

## جوائز
حصل على جوائز منها:
- الجائزة الوطنية لجمهورية ألمانيا الديمقراطية.

## روابط خارجية
- راينر غولدبرغ على موقع IMDb (الإنجليزية)
- راينر غولدبرغ على موقع ميوزك برينز (الإنجليزية)
- راينر غولدبرغ على موقع أول ميوزيك (الإنجليزية)
- راينر غولدبرغ على موقع ديسكوغز (الإنجليزية)